# Ordine al merito (Cile)
L'Ordine al merito (in spagnolo Orden del Merito) è un ordine cavalleresco del Cile.

## Storia
L'Ordine venne fondato nel 1929 per premiare quanti si fossero distinti a favore dello stato cileno e poteva essere conferito a nativi del Cile od a stranieri che si fossero distinti in quella terra per particolari meriti.
Esso venne creato in sostituzione della precedente Medaglia di Merito che era stata istituita sotto la presidenza di Germán Riesco attraverso il ministero della guerra nel 1906.

## Classi
Fino al 1925 l'Ordine dispone delle seguenti classi di benemerenza:
- Grand'Ufficiale
- Membro di I Classe
- Membro di II Classe
- Membro di III Classe

Dal 1925 l'Ordine dispone delle seguenti classi di benemerenza:
- Collare
- Gran Croce
- Grand'Ufficiale
- Commendatore
- Ufficiale
- Cavaliere

| Nastri          |            |              |
| Cavaliere       | Ufficiale  | Commendatore |
| Grand'Ufficiale | Gran Croce | Collare      |

## Insegne
La medaglia dell'ordine è composta da una stella a cinque punte smaltata di bianco, bordata e pomata d'oro, riportante in centro un disco in oro con le armi del Cile in colore, attorniato da un anello blu con la scritta in oro "ORDEN DEL MERITO".
La stella dell'ordine riprende le medesime fattezze della medaglia, ma essa è montata su una placca a forma di stella di forma quasi circolare modanata e poco raggiante.
Il nastro è azzurro.

## Insigniti notabili
- Elisabetta II del Regno Unito
- Filippo di Edimburgo
- Margherita II di Danimarca
- Federico X di Danimarca
- Carlo XVI Gustavo di Svezia
- Vittoria di Svezia
- Carlo Filippo di Svezia
- Harald V di Norvegia
- Sonja di Norvegia
- Akihito del Giappone
- Guglielmo Alessandro dei Paesi Bassi
- Máxima dei Paesi Bassi
- Filippo VI di Spagna
- Letizia di Spagna
- Juan Carlos I di Spagna
- Sofia di Spagna
- Beatrice dei Paesi Bassi
- Margherita dei Paesi Bassi
- Elena di Borbone-Spagna
- Bhumibol Adulyadej di Tailandia
- Haile Selassie di Etiopia
- Giorgio Napolitano
- Marcelo Rebelo de Sousa
- Lech Wałęsa
- Massimo D'Alema
- Franco Danieli
- Fidel Castro
- Paul McCartney
- Koča Popović